# The Fire (álbum)
The Fire es el cuarto álbum de estudio de la banda de post-hardcore Senses Fail, que fue lanzado el 25 de octubre de 2010 en el Reino Unido mediante Hassle Records y el 26 de octubre en el resto del mundo a través de Vagrant. Fue el primer álbum en el que participaba el guitarrista Zach Roach, que había reemplazado a Heath Saraceno. La grabación del álbum comenzó en junio de 2010 y tuvo lugar en los Salad Days Studio de Maryland junto a Brian McTernan.
Senses Fail subió una primera canción, "Saint Anthony", en su MySpace el 26 de agosto de 2010, mientras que Vagrant Records hizo lo propio en su canal de YouTube con las canciones "The Fire" y "New Year's Eve". Además, la banda pidió un grupo de voluntarios de entre sus seguidores para aparecer en el videoclip de "The Fire", que fue grabado en Nueva York el 9 y 10 de octubre. El 18 de octubre la banda lanzó el resto de las canciones de The Fire en su MySpace.
El álbum contiene, también, un concierto en DVD de la actuación de la banda en Halloween en el Starland Ballroom de Nueva Jersey. El disco contiene alrededor de 90 minutos de material, incluido el concierto y entrevistas con la banda, dirigido por Adam Rothlein. En el DVD aparece el exguitarrista Heath Saraceno, que dejó la banda poco después del concierto.

## Listado de canciones
1. "The Fire" - 3:44
2. "Saint Anthony" - 3:15
3. "New Year's Eve" - 3:14
4. "Safe House" - 3:18
5. "Coward" - 3:30
6. "Landslide" - 3:45
7. "Headed West" - 3:12
8. "Lifeboats" - 3:32
9. "Nero" - 3:49
10. "Irish Eyes" 3:23
11. "Hold On" - 3:51

Canción extra en iTunes
1. "Ghost Town"

## Créditos
- Buddy Nielsen – cantante
- Garrett Zablocki – guitarra, coros
- Dan Trapp – batería, percusión
- Zack Roach – guitarra
- Jason Black – bajo